# Calomys
Calomys es un género de roedores de la familia Cricetidae, llamados vulgarmente lauchas.

## Especies
- Calomys boliviae
- Calomys callidus
- Calomys callosus
- Calomys hummelincki
- Calomys laucha
- Calomys lepidus
- Calomys musculinus
- Calomys sorellus
- Calomys tener
- Calomys tocantinsi

## Importancia sanitaria
Hay dos especies que son vector de las fiebre hemorrágica viral:
- fiebre hemorrágica boliviana: Calomys callosus (laucha grande)
- fiebre hemorrágica argentina: Calomys musculinus (ratón maicero).